# Carrer del Racó (la Pera)
El Carrer del Racó és un carrer amb elements gòtics de la Pera (Baix Empordà) inclosa a l'Inventari del Patrimoni Arquitectònic de Catalunya.

## Descripció
Situat a l'interior de l'antic recinte emmurallat de Púbol, és un carrer curt i tancat. Rep el seu nom pel fet de no tenir sortida per la banda de tramuntana, que es clou amb un casal recolzat sobre la muralla. Al costat de migdia, a l'inici del carrer, hi ha una plaça. Les cases que formen el carrer són de pedra, de planta baixa i un pis, amb coberta de teula. Constitueix un conjunt arquitectònic interessant, per la seva homogeneïtat i pels elements conservats (portals, finestres, etc.)

## Història
Les cases que formen el carrer daten, en general, dels segles xvi i xvii.